# Rip Van Winkle (film)
Rip Van Winkle is een Amerikaanse film uit 1903 van de American Mutoscope Company onder regie van William K. L. Dickson. 
De film is gebaseerd op een theaterstuk Rip Van Winkle, dat op zijn beurt was gebaseerd op het korte verhaal Rip van Winkle van Washington Irving, met uitvoering door de toen veelgeprezen acteur Joseph Jefferson III. De film is opgenomen voor preservatie in de National Film Registry.

## Verhaal
Rip Van Winkle is een luie Amerikaan die op een dag met zijn hond Wolf afdwaalt in de Catskill Mountains waar hij een vreemde groep mannen ontmoet die drinken en spelen. Nadat hij van hun mysterieuze brouwsel gedronken heeft valt hij in slaap. Wanneer hij onder een boom wakker wordt komt hij tot de ontdekking dat hij 20 jaar geslapen heeft en de wereld erg veranderd is. Het is vooral een verhaal hoe Amerika veranderde na de Amerikaanse Onafhankelijkheidsoorlog, alleen verteld op een andere en meer subtiele manier dan ooit tevoren.
Deze film is eigenlijk een compilatie van acht korte films uit 1896: 
- Awakening of Rip
- Exit of Rip and the Dwarf
- Rip Leaving Sleepy Hollow
- Rip Meeting the Dwarf
- Rip's Toast to Hudson
- Rip's Toast
- Rip Passing Over the Mountain
- Rip's Twenty Years' Sleep

## Verwijzingen
- Rip Van Winkle op Internet Archive